# Ctenotus nullum
Ctenotus nullum este o specie de șopârle din genul Ctenotus, familia Scincidae, descrisă de Collingwood Ingram și Czechura 1990. Conform Catalogue of Life specia Ctenotus nullum nu are subspecii cunoscute.